# Dracula: Prince of Darkness
Dracula: Prince of Darkness is een Britse horrorfilm uit 1966, geregisseerd door Terence Fisher voor Hammer Studios. De film werd opgenomen in Techniscope door Michael Reed.

## Verhaal
De film speelt zich 10 jaar na de gebeurtenissen uit Dracula af. Aan het begin van de film wordt de kijker nogmaals herinnerd aan de dood van Dracula in die film.
Vier Engelse reizigers - de broers Charles en Alan Kent en hun vrouwen – verdwalen en komen terecht in het kasteel van graaf Dracula. Daar ontmoeten ze zijn dienaar Klove. Die beweert dat zijn meester hem voor zijn dood instructies naliet dat gasten altijd welkom zijn. Hij laat het viertal overnachten in het kasteel. Die nacht ontvoert hij Alan, en gebruikt zijn bloed voor een ritueel om Dracula uit de dood te doen herrijzen. Dracula’s eerste slachtoffer is Alans vrouw, Helen.
Charles en Diana worden geconfronteerd door Helen, die nu een vampier is, en de graaf. Ze slagen erin te ontsnappen en vluchten naar een klooster. Hier ontmoeten ze de vampierjager en priester Vader Sandor. Dracula schakelt ondertussen de hulp in van Ludwig, een psychisch gestoorde man die insecten eet (gelijk aan Renfield in de roman Dracula). Hij helpt Dracula het klooster binnen te dringen en Diana mee te nemen. Helen wordt ondertussen gevangen en gedood met een staak.
Sandor en Charles achtervolgen Dracula terug naar het kasteel, waar de graaf aan zijn einde komt wanneer hij door het ijs zakt en in het snelstromende water eronder belandt. Hij kan niet op eigen kracht uit het water klimmen, en komt vast te zitten onder het ijs.

## Rolverdeling
| Acteur           | Personage     |
| ---------------- | ------------- |
| Christopher Lee  | Graaf Dracula |
| Barbara Shelley  | Helen Kent    |
| Andrew Keir      | Vader Sandor  |
| Francis Matthews | Charles Kent  |
| Suzan Farmer     | Diana Kent    |
| Charles Tingwell | Alan Kent     |
| Thorley Walters  | Ludwig        |
| Philip Latham    | Klove         |